# روث ألفاريز
روث ألفاريز (بالإسبانية: Ruth Álvarez)‏ هي لاعبة كرة قدم إسبانية، ولدت في 5 يونيو 2000 في ميورقة في إسبانيا. لعبت مع UD Collerense (women) ‏.